# Goránok
A goránok muszlim szláv nép a Gora régióban a Koszovó, Albánia és Észak-Macedónia által határolt háromszögben. A mintegy 60 000 főt számláló etnikai csoport az ún. gorán délszláv nyelvet beszéli. A szunnita iszlám vallási felekezethez tartoznak.

## Nevük
A goránok etnonim, jelentése „felvidékiek”, a szláv gora helynévből származik, jelentése „domb, hegy”.  Ennek a népnek egy másik autonómiája a nasinci, ami szó szerint azt jelenti: „a mi népünk, a mieink”.
A macedón források a goránokat néha Torbešivel csoportosítják.
Az albán nyelvben Goranët néven ismerik őket, és néha más exonimákkal, mint például Bullgarët ("bolgárok"), Torbesh („táskahordozók”) és Poturë („törökösített” po-ból). -tur, szó szerint nem török, hanem „türk”, az iszlamizált szlávok esetében használatos).

## Népesség

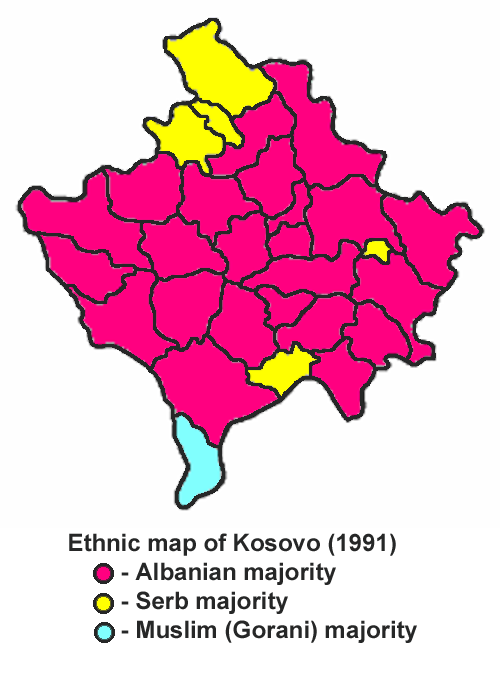
A volt Gora település AP Koszovó és Metohija, SR Szerbia, kékkel jelölve

A helyi goránok egy része az idők során szerbnek, albánnak, macedónnak, bosnyáknak, muszlim bolgárnak, töröknek vagy éppen muszlimnak vallotta magát a geopolitikai viszonyok és a népszámlálások miatt. 
Koszovóban a goránok száma 10 265, ami drasztikusan kisebb, mint a koszovói háború előtt. 1998-ban a becslések szerint összlakosságuk legalább 50 000 volt.

### Települések
Albániában kilenc goránok lakta falu található: Zapod, Pakisht, Orçikël, Kosharisht, Cernalevë, Orgjost, Oreshkë, Borje és Sistavec.
Koszovóban 18 goránok által lakott falu található: Baćka, Brod, Vranište, Globočice, Gornja Rapča, Gornji Krstac, Dikance, Donja Rapča, Donji Krstac, Zli Potok, Kruševo, Kukaljane, Lještane, Mjučubošta, Radeša és Restelica, valamint Dragash városa.
1999 után Dragashnak vegyes lakossága van goránok, akik az alsóvárosban élnek, és a felső negyedben albánok, akik a lakosság többségét alkotják.
Észak-Macedóniában két goránok lakta falu található a Polog régióban: Jelovjane és Urvič.

## Történelmük

### Jelenleg
Gora község és Opoja régió a Milošević-korszakban el voltak választva egymástól. A háború után a gorán többségű Gora települést összevonták az albánok lakta Opoja régióval, így az ENSZ Missziója (UNMIK) Dragash települést hozta létre, így az új közigazgatási egység albán többségű.
2007-ben a koszovói ideiglenes intézmények iskolát nyitottak Gorában a bosnyák nyelv oktatására, ami kisebb megdöbbenést váltott ki a gorán lakosság körében. Sok gorán nem hajlandó iskolába küldeni gyermekeit a társadalmi előítéletek, valamint a bosnyákokhoz vagy albánokhoz való asszimilációval való fenyegetés miatt. Következésképpen a goránok Szerbia tantervének megfelelően szervezték meg közoktatásukat.
A szerbiai gorán aktivisták kijelentették, hogy azt szeretnék, ha Gora (egy korábbi település) csatlakozna a Szerb Önkormányzatok Szövetségéhez, ami további nyomást gyakorol a koszovói gorán közösségre.
2018-ban Gora bolgár aktivistái petíciót nyújtottak be az ország parlamentjéhez, amelyben követelték külön kisebbségként való hivatalos elismerésüket.
A legtöbb gorán azt állítja, hogy a labilis helyzet és a gazdasági problémák arra kényszerítik őket, hogy elhagyják Koszovót. Néhány szó esik az albánok fenyegetéseiről és diszkriminációjáról is.
A soknemzetiségű Dragash városon kívül a koszovói goránok továbbra is elsősorban közösségük által lakott falvakban élnek, és továbbra is feszültek a kapcsolataik az albánokkal. Vegyes házasság a két közösség között nem fordul elő, kivéve néhány gorán családot, amelyek Prizrenbe költöztek.

## Kultúra

### Vallás

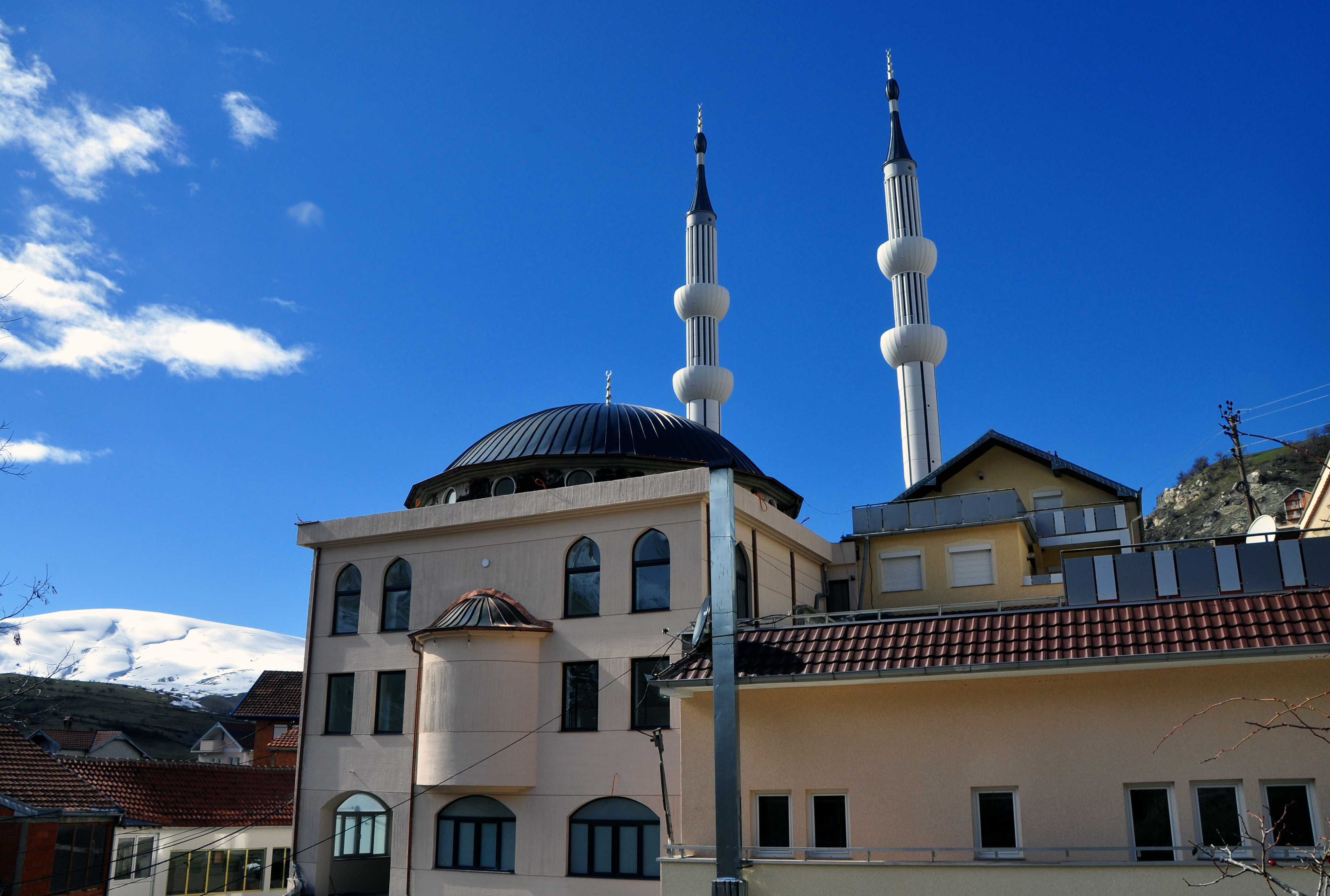
Mecset Restelicában

A 18. században Gorában megindult az iszlamizációs hullám. Úgy gondolják, hogy az ohridi bolgár érsekség és a szerb patriarchátus 1766/1767-ben történt oszmán felszámolása ösztönözte Gora iszlamizálódását, ahogyan ez sok balkáni közösségben volt. Az utolsó keresztény gorán, Božana a 19. században halt meg – olyan szertartásban részesült, amely a goránok keresztény örökségét jelzi, s Anasztasziev és Jasztrebov orosz konzulok gyűjtötték össze a 19. század második felében.

### Hagyományok
A goránok arról ismertek hogy az egykori Jugoszlávia "legjobb cukrászai és pékei" voltak.
A gorai szlávokat 864 után térítették meg, amikor Bulgária is felvette a kereszténységet. Az oszmánok a 14. században hódították meg a térséget, ami elindította a goránok és a szomszédos albánok iszlamizálódását. A goránok azonban még mindig érintőlegesen betartanak néhány ortodox keresztény hagyományt, mint például a szlavákat és Đurđevdanokat, és a szerbekhez hasonlóan megünneplik névnapjukat vagy szentek emléknapjait.
A goránok szunnita muszlimok és szúfizmus, különösen a halveti és bektasi szúfi rendek széles körben elterjedtek.
A hagyományos gorán népzene magában foglalja az „ oro ” („kör”) nevű kétütemes táncot, amely a lábmozgásokra összpontosító körtánc: mindig a jobb lábon kezdődik, és az óramutató járásával ellentétes irányban mozog. Az orót általában olyan hangszerek kísérik, mint a curlje, a kaval, a čiftelija vagy a tapan, és az éneklés ritkábban szerepel a táncokban, mint az albánoknál és a szerbeknél.
A Pelivona „nemzeti” sportága az olajbirkózás egyik formája, amely népszerű a goránok körében, rendszeres versenyeket rendeznek a szabadban curlje és tapan kíséretében, a hozzájuk kapcsolódó rituális kézmozdulatokkal és táncokkal, eredete a Közel-Keleten az Oszmán Birodalomig terjed a Balkán meghódítása után.
Egy másik népszerű ital a török kávé, amelyet kis csészéből isznak egy pohár víz kíséretében. A török kávé maradékát felhasználó tasszeográfia minden gorán körében népszerű.

## Képek

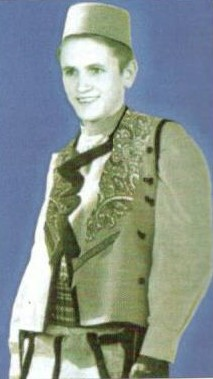
Gorán fiú népviseletben
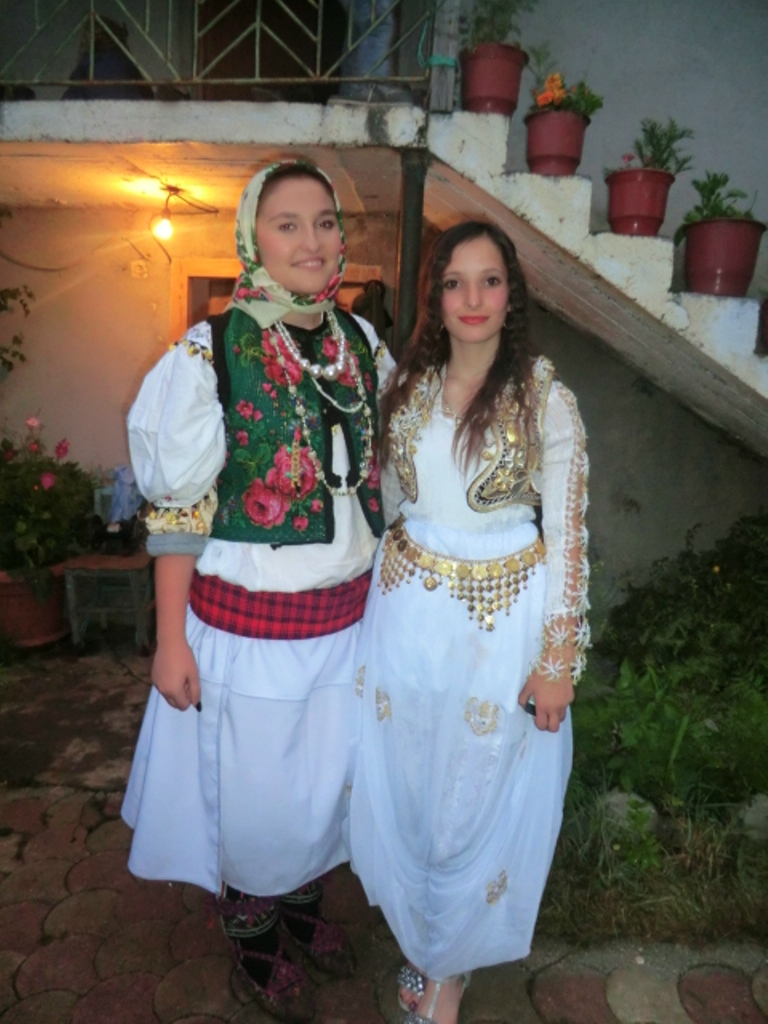
Gorán lányok népviseletben
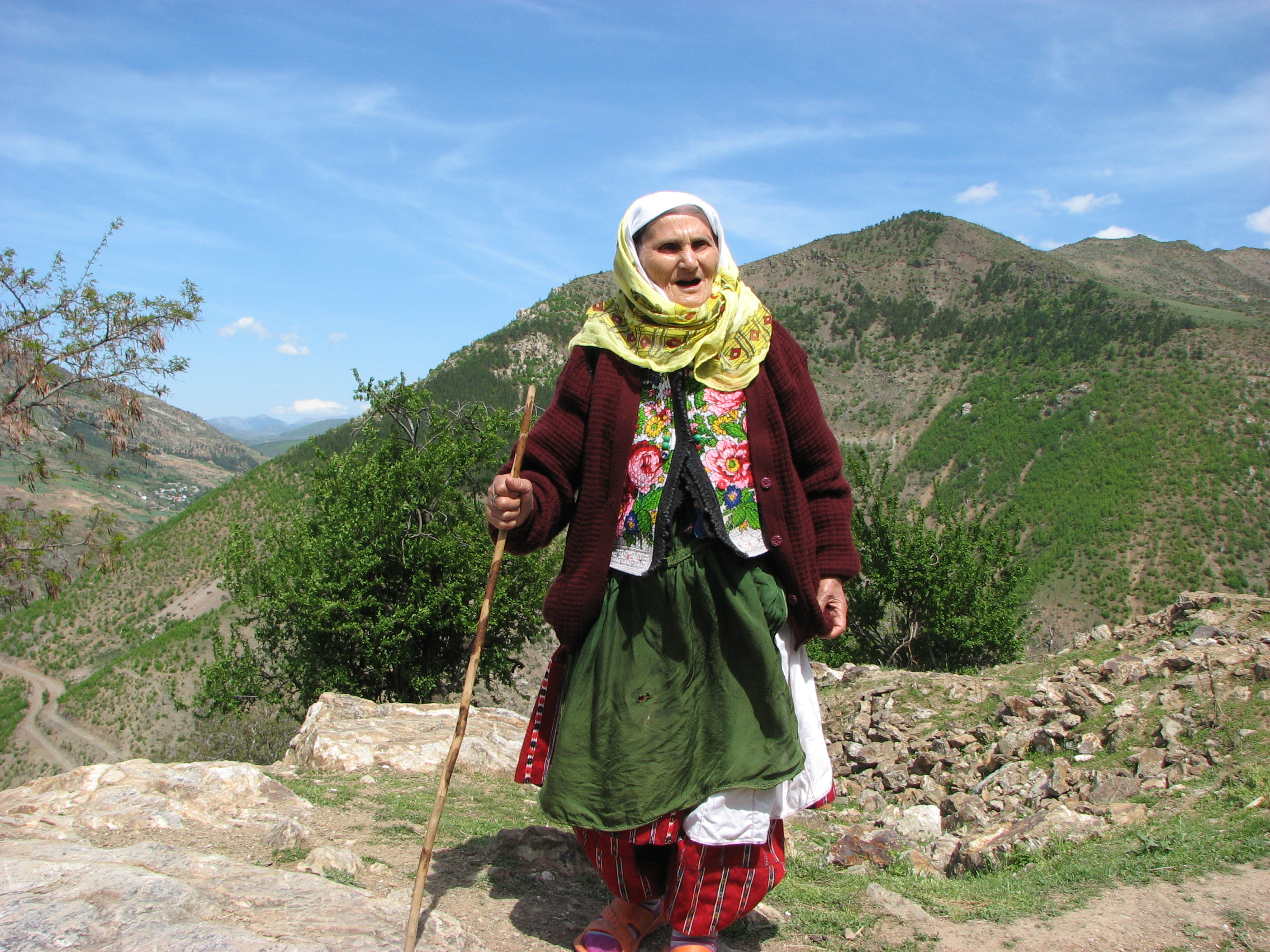
Idős gorán nő hagyományos ruházatban
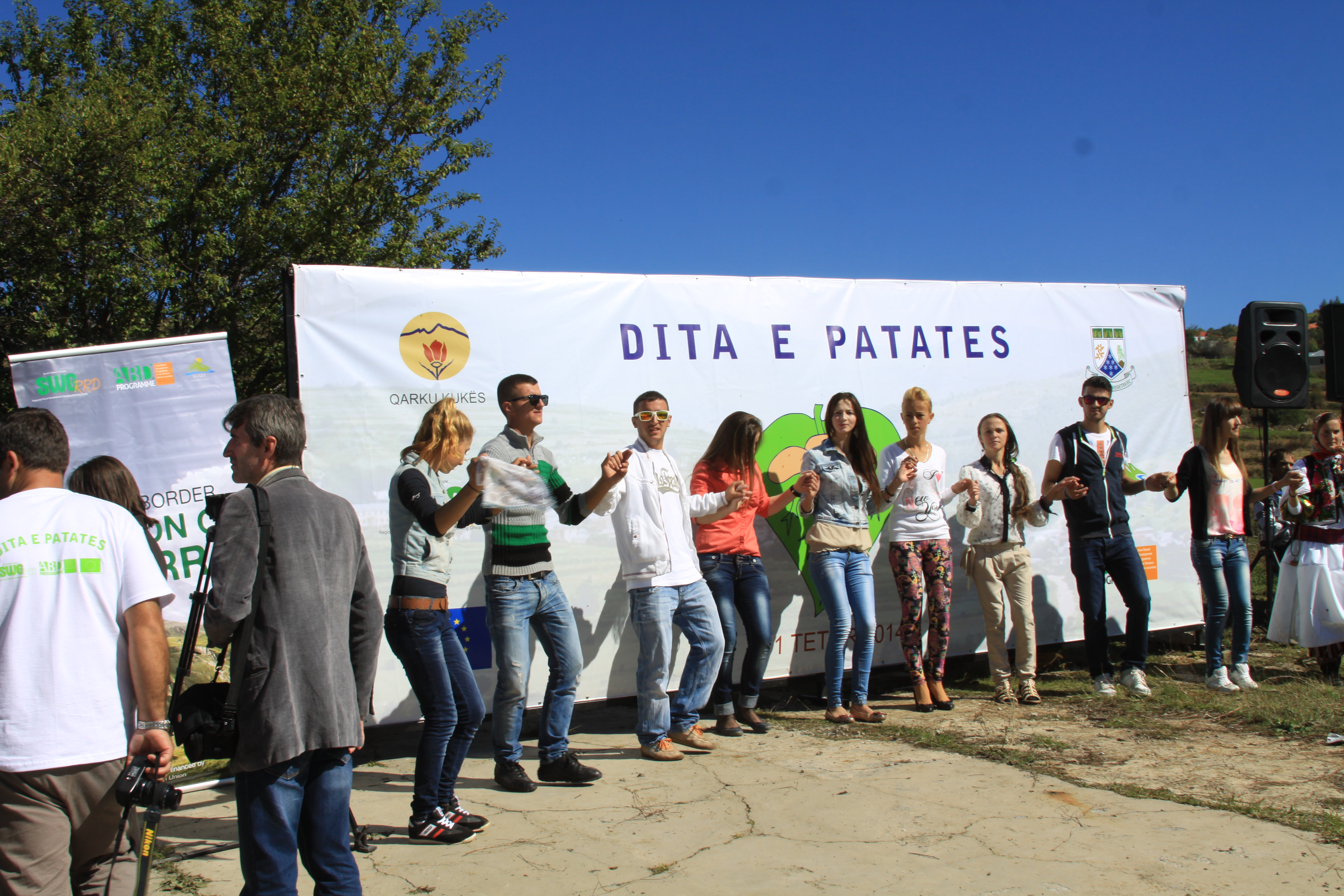
Fiatal gorán táncol a falusi fesztiválon

### Nyelv

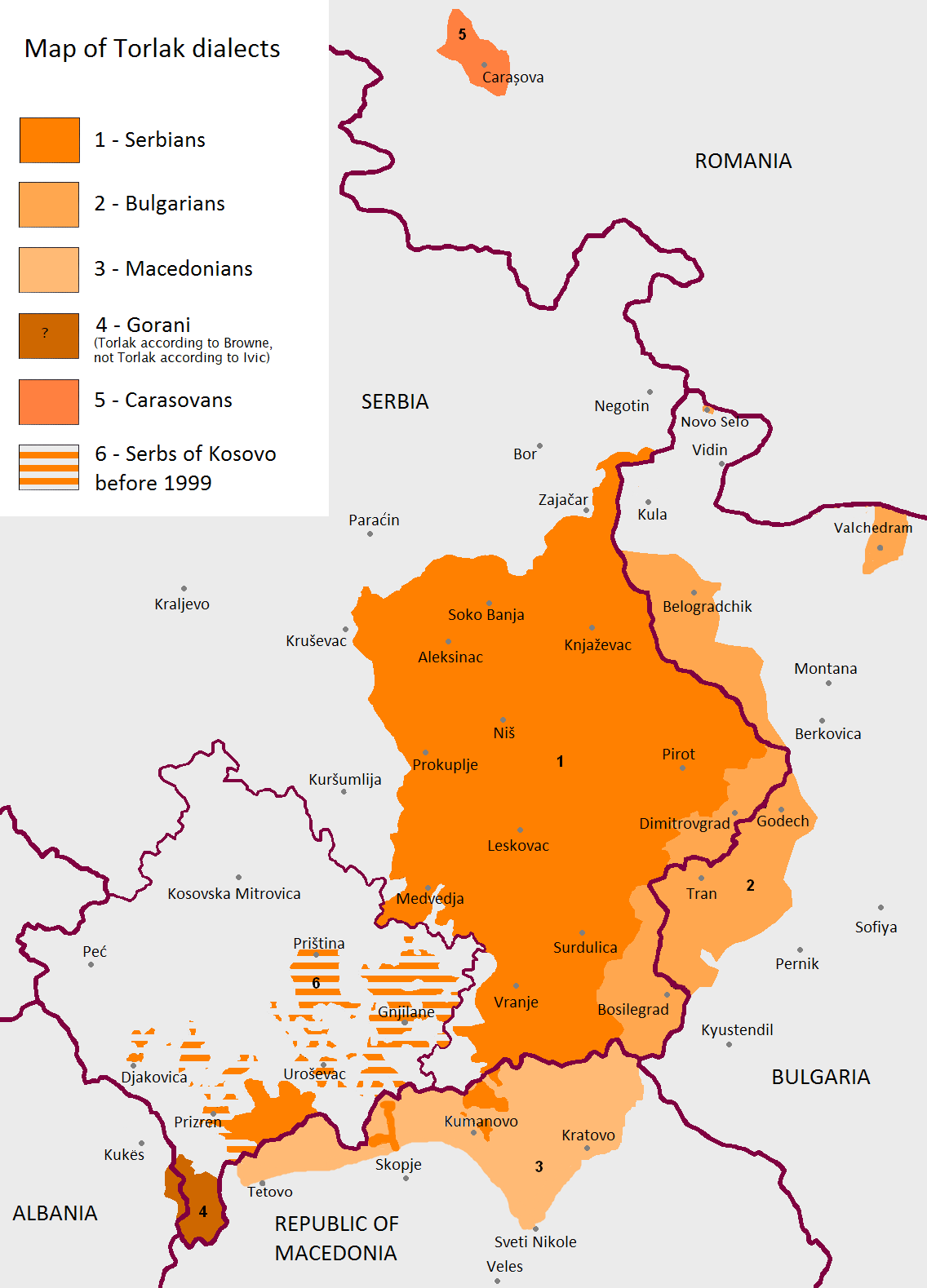
A torlaki nyelvjárás földrajzi elterjedése jelölt Gora területtel

A goránok a délszláv egy helyi nyelvjárását beszélik „ Našinski ” vagy „ goranski ” néven, amely egy szélesebb torlaki dialektus része, amelyet Dél -Szerbiában, Nyugat-Bulgáriában és Észak-Macedónia egy részén beszélnek. A gorán közösség szláv nyelvjárását az albánok Gorançe néven ismerik. A gorán közösségen belül felismerik, hogy dialektusuk közelebb áll a macedón nyelvhez, mint a szerbhez. A torlaki dialektus a szerb és a bolgár átmeneti dialektusa, miközben a macedón nyelvvel is megosztja sajátosságait. A gorán beszéd a szerb ó-shtokáviai dialektusa, a prizren-timoki nyelvjárás .
A bolgár nyelvészek a gorán nyelvjárást egy bolgár nyelvjárási területhez sorolják. Annak ellenére, hogy nem határos Bulgáriával, és iszlám nemzet, a goránok a bolgár irredentizmus célpontjai, azon meggyőződéssel, hogy ha a gorán dialektus bolgár, akkor minden macedón dialektus bolgár. A bolgár érdeklődést szemlélteti az első gorán–albán szótár (43 000 szóval és kifejezéssel) 2007-ben, Nazif Dokle albán-gorán tudóstól, amelyet a Bolgár Tudományos Akadémia szponzorált és nyomtatott ki. Ebben a szótárban Dokle úgy határozta meg a nyelvet, mint „az északnyugaton beszélt bolgár dialektusokat”, Észak-Macedóniát.
Ösztöndíjon belül a korábban szerbhez tartozónak minősített gorán nyelvjárásokat a 21. században átsorolták a macedón nyelvre.
A gorán beszédnek számos kölcsönszava van, az iszlám miatt nagy hatással van rá a török és az arab, valamint az albán nyelv. A sok török jövevényszó miatt hasonlít a bosnyák nyelvhez. Gorán szerb-horvátul beszél az iskolában. 
A legutóbbi, 1991-es jugoszláv népszámlálás szerint Gora község lakosságának 54,8%-a beszéli a gorán nyelvet, a többiek szerbnek nevezték magukat. Egyes nyelvészek, köztük Vidoeszki, Brozovic és Ivic, a Gora régió szláv nyelvjárását macedónként azonosítják. Állítások szerhint a Gora régióban (Albánia és Koszovó) 50-75 faluban beszélnek macedónul. Egyes nem ellenőrzött források szerint 2003-ban a koszovói kormány macedón nyelvi és nyelvtankönyveket szerzett a gorán iskola számára.
2008-ban jelent meg egy macedón nyelvű újság, a Гороцвет (Gorocvet) első száma.

## Politika
- Önálló Gorán Párt
- Gorán Polgári Kezdeményezés

## Nevezetes goránok
- Fahrudin Jusufi, volt jugoszláv labdarúgó, Zli Potokban született.[38]
- Sascha Jusufi, visszavonult labdarúgó, Fahrudin Jusufi fia
- Miralem Sulejmani, gorán származású szerb labdarúgó[39]
- Almen Abdi, gorán származású svájci labdarúgó
- Zeli Ismail, Shishtavecben született angol labdarúgó[39]
- Zufer Avdija, volt izraeli-szerb kosárlabdázó, gorán származású
- Deni Avdija gorán származású izraeli NBA kosárlabdázó
- Danel Sinani, luxemburgi labdarúgó, gorán származású
- Dejvid Sinani, luxemburgi labdarúgó, gorán származású, Daniel Sinani testvére
- Veldin Hodža horvát labdarúgó

## Fordítás
- Ez a szócikk részben vagy egészben  a   Gorani people című angol Wikipédia-szócikk ezen változatának fordításán alapul.  Az eredeti cikk szerkesztőit annak laptörténete sorolja fel. Ez a jelzés csupán a megfogalmazás eredetét és a szerzői jogokat jelzi, nem szolgál a cikkben szereplő információk forrásmegjelöléseként.